# Oscar Bobb
Oscar Bobb (ur. 12 lipca 2003 w Oslo) – norweski piłkarz, występujący na pozycji napastnika w angielskim klubie Manchester City.

## Sukcesy

### Manchester City
- Superpuchar Europy: 2023
- Klubowe Mistrzostwa Świata: 2023